# Незнанов
Незнанов (укр. Незнанів) — село в Добротворской поселковой общине Шептицкого района Львовской области Украины.
Население по переписи 2001 года составляло 836 человек. Занимает площадь 2,304 км². Почтовый индекс — 80415. Телефонный код — 3254.